# أكيهيكو موري
أكيهيكو موري (باليابانية: 森彰彦؛ بالكانا: もり あきひこ) هو مهندس وملحن ياباني، ولد في 1966، وتوفي في 8 يناير 1998 بسبب سرطان.

## وصلات خارجية
- أكيهيكو موري على موقع ميوزك برينز (الإنجليزية)